# Leichtes Kampfgeschwader
Als Leichtes Kampfgeschwader (LeKG) wurden in der Luftwaffe der Bundeswehr zeitweise fliegende Verbände bezeichnet, die mit der Fiat G.91 zur Unterstützung des Heeres als Jagdbomber und Aufklärer eingesetzt waren.

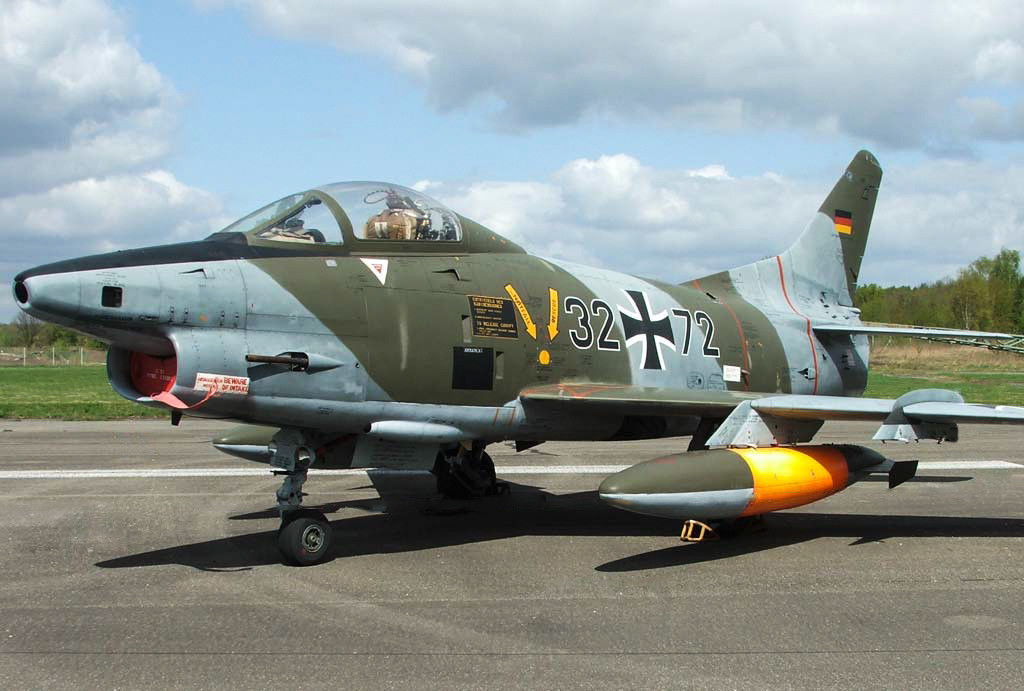
Fiat G.91: Waffensystem der Leichten Kampfgeschwader der Luftwaffe

## Auftrag
Hauptaufgabe der Leichten Kampfgeschwader war der Einsatz als Jagdbomber zur Luftnahunterstützung. In der Zweitrolle war Gefechtsfeldaufklärung vorgesehen, die allerdings aufgrund der technischen Ausstattung primär auf Augenaufklärung mit Bestätigung durch Kameras basierte. Eine entsprechende Ausrüstung stellte sicher, dass die (im Pilotenjargon „Gina“ genannte) G.91 in beiden Einsatzrollen (Jagdbomber/Aufklärer) genutzt werden konnte.
Einschränkungen in der Auftragserfüllung ergaben sich aus der begrenzten Allwetterfähigkeit und der Tageslichtabhängigkeit der G.91. Zudem war es aufgrund der geringen Reichweite erforderlich, die Nutzung von vorgeschobenen Flugplätzen (Deployed Operating Bases – DOB), zum Beispiel präparierten Feldflugplätzen oder Autobahnlandeplätzen in der vorderen Kampfzone einzuplanen.
Die ursprüngliche Planung, die G.91 als Jagdbomber auch nuklear zu bewaffnen, wurde unter anderem aufgrund technischer Probleme aufgegeben.

## Gliederung

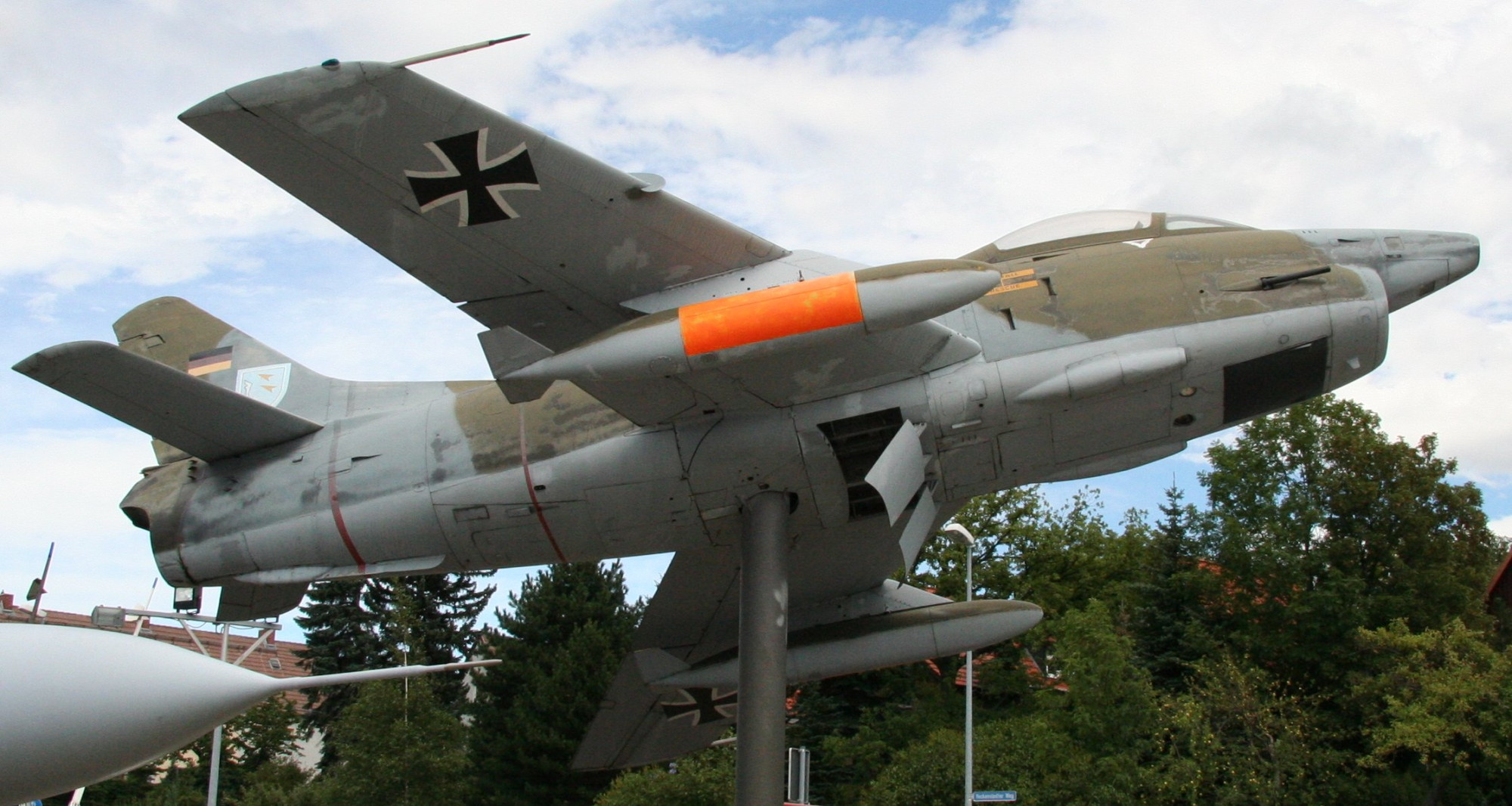
Fiat G-91 des LeKG 43

Bis 1967 waren die G.91-Geschwader in je zwei fliegende Staffeln mit je drei Schwärmen, dem technischen Personal und der Wetterberatung gegliedert. Zusätzlich verfügten die Verbände über eine Fliegerhorststaffel mit einer Unteroffizierlehr- und Sicherungsstaffel, einer Luftwaffensanitätsstaffel und einer Geophysikalischen Beratungsstelle.
Ab Mai 1967 waren alle G.91-Kampfverbände einheitlich in Leichte Kampfgeschwader umbenannt. Die Schwarmgliederung wurde aufgegeben und das Geschwader in eine Fliegende Gruppe und eine Versorgungsgruppe unterteilt. Die Fliegende Gruppe verfügte nun über eine Jagdbomber- und eine Aufklärungsstaffel.
Ab 1971 wurde analog zu den Starfighter-Geschwadern die Drei-Gruppen-Gliederung (Fliegende, Technische und Fliegerhorstgruppe) eingeführt.

## Verbände
Erste Planungen sahen die Aufstellung von sechs Leichten Kampfgeschwadern zu je 42 Luftfahrzeugen vor. Letztlich wurden nur vier aktive Geschwader und die Waffenschule der Luftwaffe 50 zur Ausbildung der Piloten ausgestattet. Daneben flogen „Ginas“ auch beim Taktischen Ausbildungskommando der Luftwaffe in Portugal.

### Leichtes Kampfgeschwader 41

LeKG 41

Im Juli 1963 wurde das Jagdbombergeschwader 35 von F-84F auf G.91 umgerüstet. Zum 1. Januar 1966 erhielt der Verband die Bezeichnung Leichtes Kampfgeschwader 41.
Stationiert war das Geschwader als Teil der 3. Luftwaffendivision in Husum. Für den Verteidigungsfall war eine Unterstellung unter das Kommando Allied Forces Northern Europe (AFNORTH) und eine Verlegung nach Hohn vorgesehen. Der Verband wurde im Oktober 1980, noch mit der G.91 ausgerüstet, in Jagdbombergeschwader 41 umbenannt.

### Leichtes Kampfgeschwader 42

LeKG 42 im TaktLwG 73

Die Herkunft des Leichten Kampfgeschwaders 42 liegt im Jagdgeschwader 73. Dieser Verband war mit der Sabre Mk.6 ausgerüstet und wurde im Oktober 1964 mit der Übernahme der Jagdbomberrolle beauftragt. Mit der Rollenerweiterung – es wurde neben der Jagdbomberrolle weiterhin Tagjagd durchgeführt – wurde das Geschwader in Jagdbombergeschwader 42 umbenannt. Die G.91 lief ab April 1966 zu; im Mai 1967 erfolgte die Umgliederung, und der Verband führte ab diesem Zeitpunkt die Bezeichnung Leichtes Kampfgeschwader 42.
Im Frieden in Pferdsfeld im Hunsrück stationiert und Teil der 1. Luftwaffendivision, wäre der Verband im Krieg der 4. Allied Tactical Air Force (4. ATAF) unterstellt und auf die vorgeschobenen Flugplätze Kitzingen und Giebelstadt verlegt worden. Das LeKG 42 ging im April 1975 im Jagdbombergeschwader 35 auf.

### Leichtes Kampfgeschwader 43

JaboG 43

Das Jagdbombergeschwader 43 wurde im Oktober 1964 aus Restpersonal des ursprünglich aufzustellenden Aufklärungsgeschwader 54 und des von Leck nach Oldenburg verlegten Jagdgeschwader 72 aufgestellt. Ab Mai 1966 erfolgte die Umrüstung von der Sabre Mk.6 auf die G.91, ein Jahr später die Umbenennung in Leichtes Kampfgeschwader 43.
Das Geschwader war dem Kommando der 3. Luftwaffendivision unterstellt und in Oldenburg stationiert, wo bis 1962 Teile der Waffenschule der Luftwaffe 10 lagen. Im Krieg waren als DOB die Flugplätze Wunstorf und Bückeburg und die Führung durch die 2. Allied Tactical Air Force (2. ATAF) vorgesehen. Am 1. Oktober 1979 wurde der Verband wieder in Jagdbombergeschwader 43 umbenannt, welches ab 1981 mit dem Alpha Jet ausgerüstet wurde.

### Leichtes Kampfgeschwader 44

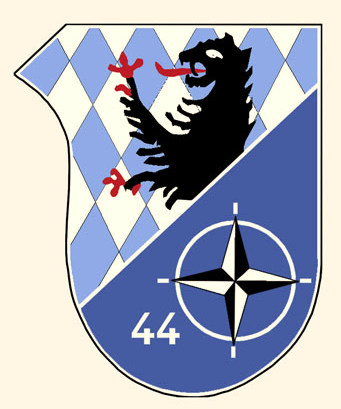
LeKG 44

Das Leichte Kampfgeschwader 44 entstand am 1. Juli 1965 aus dem Aufklärungsgeschwader 53 in Leipheim. Der Verband war wie das LeKG 42 im Frieden dem Kommando 1. Luftwaffendivision unterstellt und wäre ebenso im Verteidigungsfall durch die 4. ATAF geführt worden. Verlegt hätten die Staffeln auf die Flugplätze Roth und Oberpfaffenhofen. Das LeKG 44 wurde zum 30. Juni 1975 aufgelöst.

### Waffenschule der Luftwaffe 50/Leichtes Kampfgeschwader 49 (Geräteeinheit)

WaSLw 50

Das im Frieden nicht aktive Leichte Kampfgeschwader 49 wäre im Verteidigungsfall aus der Waffenschule der Luftwaffe 50, die 1964 von Erding nach Fürstenfeldbruck verlegt und mit G.91 ausgerüstet wurde, hervorgegangen. Im April 1971 erhielt die Waffenschule explizit die Struktur für das Leichte Kampfgeschwader 49. Für den Einsatz wäre das Geschwader der 4. ATAF unterstellt worden. In seiner Rolle als Kampfverband wurde es im Oktober 1976 einer Taktischen Überprüfung der NATO, einem sogenannten TACEVAL (Tactical Evaluation), unterzogen. Im Oktober 1978 wurde die Waffenschule der Luftwaffe 50 aufgelöst. Aus ihr ging das Jagdbombergeschwader 49 hervor.